# Nicolas Ier de Larmessin
Pour les articles homonymes, voir Nicolas de Larmessin et Nicolas Ier.
 (décembre 2014).
Si vous disposez d'ouvrages ou d'articles de référence ou si vous connaissez des sites web de qualité traitant du thème abordé ici, merci de compléter l'article en donnant les références utiles à sa vérifiabilité et en les liant à la section « Notes et références ».
Nicolas Ier de Larmessin est un marchand, éditeur et doreur de livres parisien du XVIIe siècle. 
Sa boutique fut installée rue Saint-Jacques, puis rue Chartière. 
Son nom est surtout associé à deux de ses fils, Nicolas II et Nicolas III de Larmessin, devenus de célèbres graveurs et éditeurs d'estampes.

## Gravures de Nicolas Ier de Larmessin

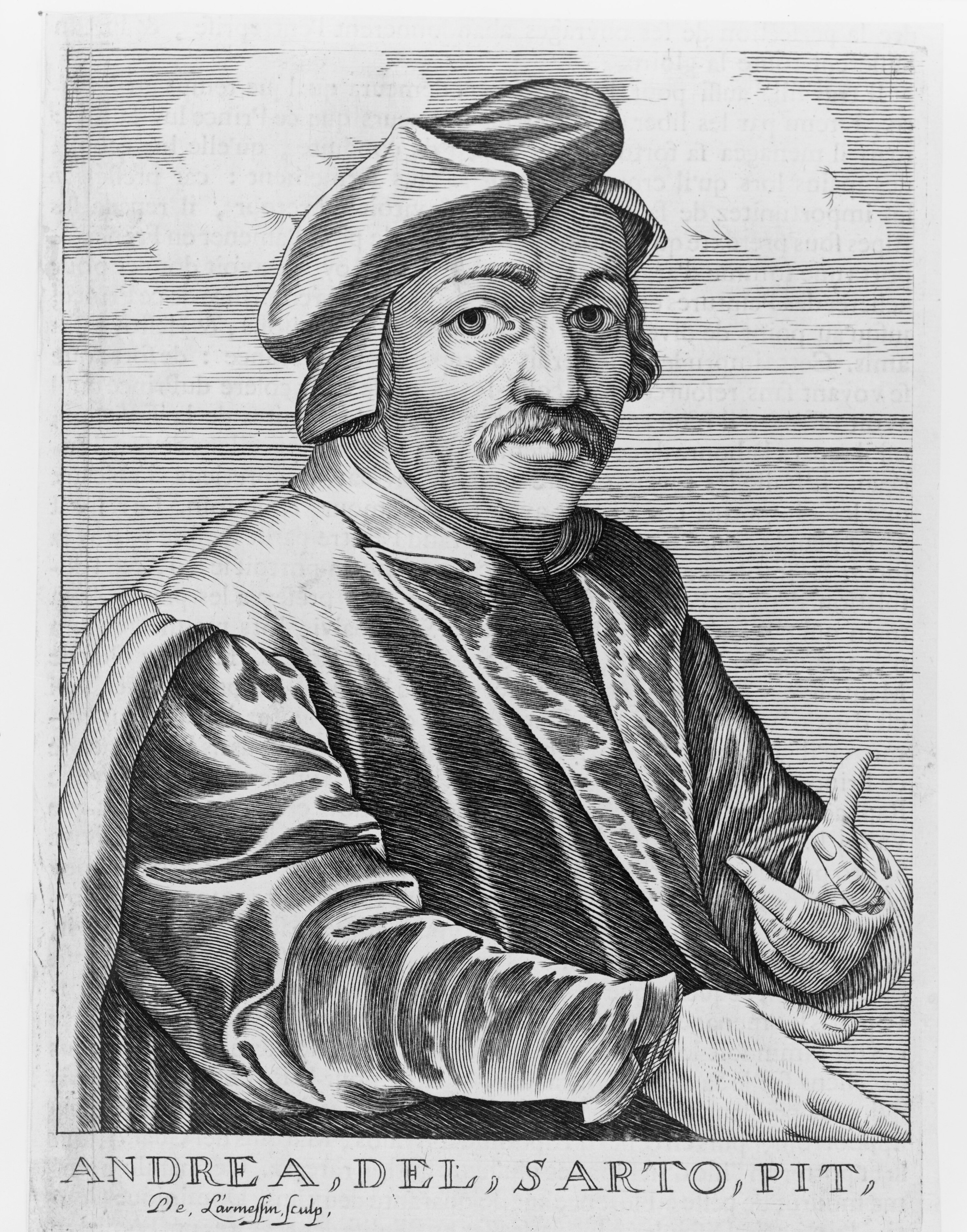
Andrea del Sarto -signé De Larmessin sc.
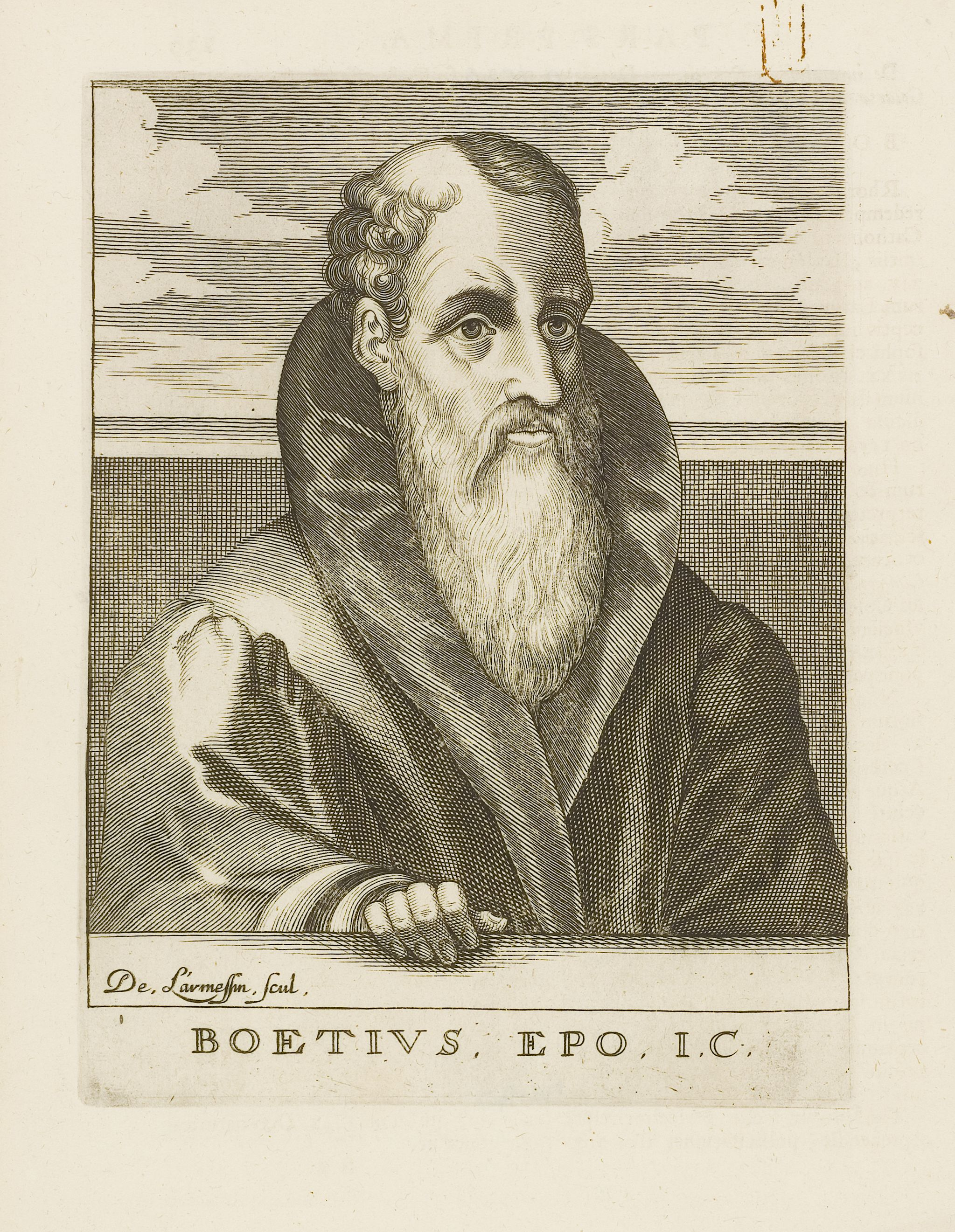
Boetius Epo -signé De Larmessin sc.
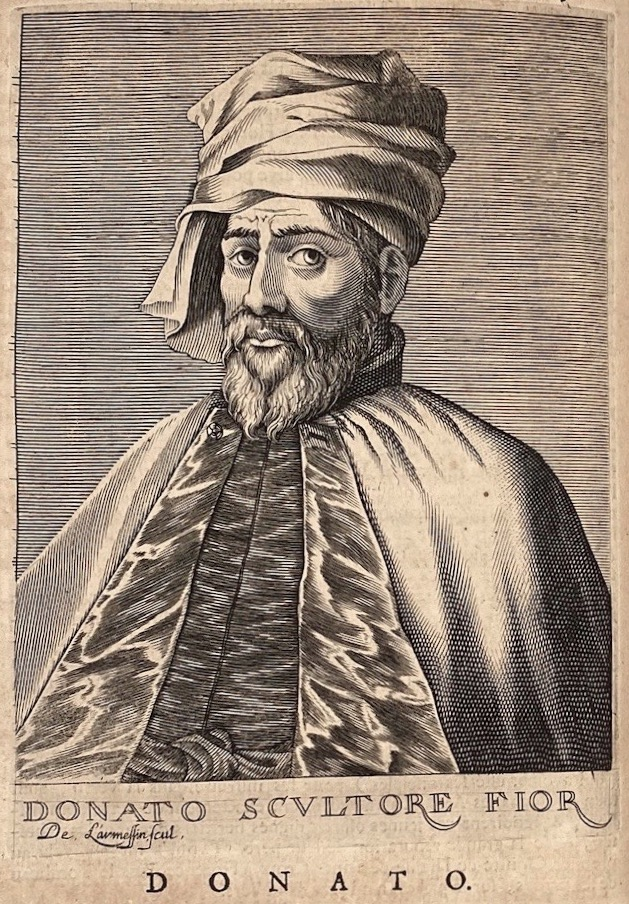
Donatello